# 7132 Термальные бани
7132 Термальные бани (ранее Термы в Вальсе) — гостиничный спа-комплекс в Вальсе, построенный над единственными термальными источниками в кантоне Граубюнден в Швейцарии. Спа-центр, построенный в 1996 году, был спроектирован Петером Цумтором (лауреат Притцкеровской премии 2009).

## История

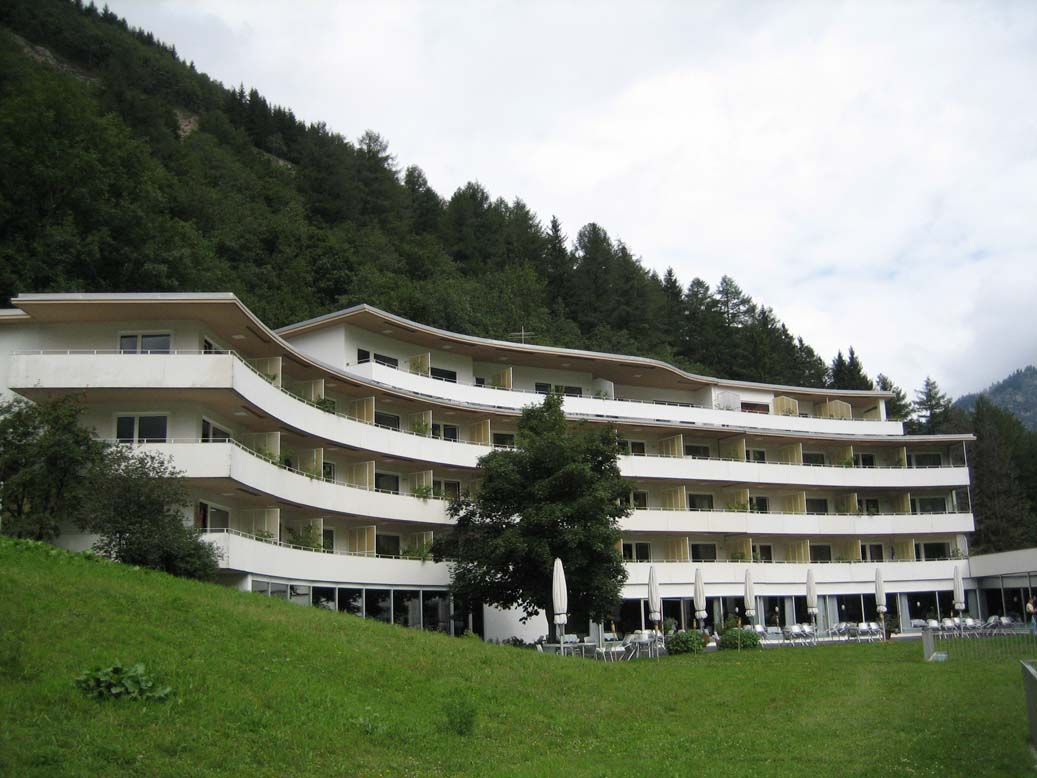
7132 hotel

В 1960-х годах немецкий застройщик Карл Курт Ворлоп построил гостиничный комплекс с более 1000 местами. Гостиничный комплекс располагался рядом с природными термальными источниками и источником, из которого поступает вода для минеральной воды Valser, продаваемой в Швейцарии. В 1983 году, после того, как застройщик обанкротился, деревня Вальс купила пять строящихся отелей и ввела в эксплуатацию центр гидротерапии в середине среди пяти отелей на истоке термальных источников. Спа-комплекс был построен в 1993—1996 годах по проекту Петера Цумтора.
В 2012 году отель и термы, ранее принадлежавшие общине Вальс, были проданы инвестору Ремо Стоффелю за 7,8 миллиона швейцарских франков. Стоффель переименовал термальный комплекс в 7132 Therme & Hotel. Он превратил спа-комплекс в роскошный курорт и сделал его доступным только для клиентов своего соседнего отеля. В 2015 году архитектор Том Мейн предложил проект небоскреба рядом с банями. Проект вызвал споры в области архитектуры.
В 2017 году Петер Цумтор подверг критике деятельность Стоффеля. По его словам Стоффель убивает социальный проект терм, изначально предназначенный для местного сообщества.

## Архитектура

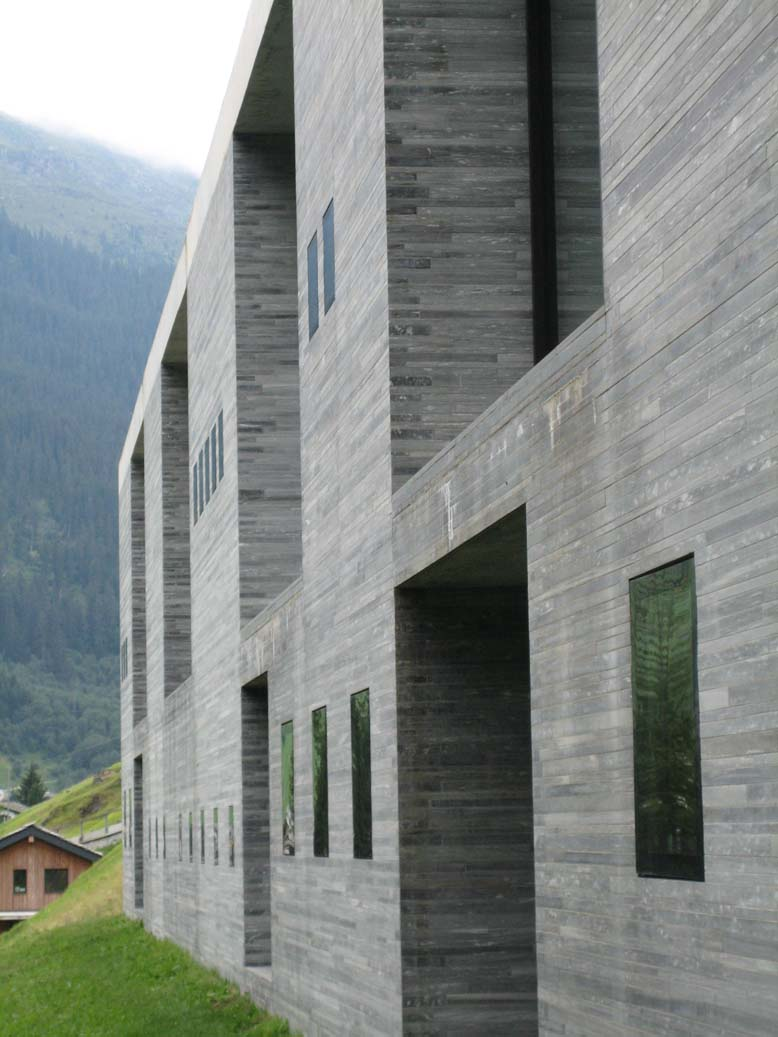
Деталь кладки и наружной стены.

### Термы
Петер Цумтор был выбран архитектором курорта. Концепция здания основана на архитектурной интерпретации каменного карьера:200. Очень характерным для движения в здании является постоянное переключение между очень маленькими интимными пространствами и большой извилистой ванной:143–148.
Термы построены из кварцитовых плит добытых в местных карьерах Вальса. Курортное здание состоит из 15 различных блоков в форме стола, высотой 5 метров, с консольными бетонными крышами, поддерживаемыми анкерными балками. Эти элементы складываются вместе, как гигантская головоломка. Характер конструкции выявляется при тщательном осмотре кровли — крыши блоков не стыкуются, при этом зазоры (8 см) закрыты стеклом для предотвращения попадания воды. Внутри это создает дихотомию: бетон делает потолок тяжелым, но зазоры между блоками заставляют его казаться парящим.
Термы были спроектированы так, чтобы было ощущение, будто они были созданы ещё до появления гостиничного комплекса; как если бы они были формой пещеры или карьера. Это особенно очевидно при наблюдении за травяной крышей бань, которая напоминает фундамент археологических раскопок, и показывает форму различных ванных комнат, которые лежат внизу, наполовину утопленные в склоне холма.
Облицовку стен составляют 60 000 кусков камня длиной один метр. Они кажутся случайными, как стена из тесаного камня, но в них есть регулярный порядок. Облицовочные камни терм трех разных высот, но их сумма всегда равна 15 см, поэтому они позволяют разнообразить расположение, облегчая строительство.

### Отели
В 2016 году Том Мейн создал новый проект входа в отель. Кэнго Кума спроектировал апартаменты на верхнем этаже. Также над апартаментами работал Тадао Андо.

## Интересные факты
- Клип на песню «Every Time» американской певицы Джанет Джексон из её альбома The Velvet Rope (1997) был снят в тогда ещё новых Термах.
- Французский фотограф Доминик Иссерманн провел три дня фотосессии с французской моделью и актрисой Летицией Каста. Результат этой фотосессии доступен в книге издательства Éditions Xavier Barral.